# Neighbours from Hell
Neighbours from Hell (američki engleski Neighbors from Hell, hrv. Susjedi iz pakla) je strategijska videoigra za GameCube, PC i Xbox. U Europi izdanje za PC je izašlo 20. lipnja 2003., a za GameCube i Xbox 4. ožujka 2005. Igrica je izašla u Velikoj Britaniji 22. rujna 2003.

## Način igre (Neighbours from Hell)
U igri Neighbours from Hell igrač mora sakupljati stvari iz susjedovog stana i koristiti ih kao zamke za susjeda koje ćete postavljati na neočekivana mjesta. Igrač je zvijezda nove TV emisije s kamerama koje snimaju svaki pokret igrača kad postavlja zamke kao rezanje stolice, kora od banane, sapun na podu, uništavanje slika i pravljenje nereda s posuđem. Ciljevi igre su kao i ciljevi u pravim emisijama, velike ocjene i nagrade. Prepreke u igrama čine i sam oprezni susjed, također i njegov pas čuvar i papagaj Chili, oboje se trude upozoriti vlasnika kada se Woody pojavi.

## Nastavak
U 2004. godini izdan je i nastavak igre pod naslovom Neighbours from Hell 2: On Vacation. U ovoj igri za razliku od prošle u kojoj se radnja odvijala u stanu, ovdje igrač (sa susjedom i njegovom obitelji) putuje po svijetu iako ga ne primjećuju. U ovom nastavku igrač osim susjeda mora se čuvati od susjedove mame koja ga isto progoni, ali ovaj put igrač ima i tri života na svakoj razini. S njima putuju i bezopasna susjedova djevojka Olga i njen sin. A u Rusiji su izdana još tri nastavka. U Rusiji je u pripremi i njihov četvrti (šesti) dio.

## Likovi
- Woody – Glavni lik kojim se upravlja u igri.
- Gospodin Rottweiler (Susjed iz Pakla) - Susjed na kojem Woody mora izvoditi trikove.
- Mama - Majka gospodina Rottweilera.
- Olga – Žena u koju se gospodin Rottweiler zaljubio.
- Olgin sin – On je dječak kojeg gospodin Rottweiler pokušava zadovoljiti.
- Mamin pas - Pas koji pazi na majku gospodina Rottweilera.
- Chilli – Papagaj gospodina Rottweilera.
- Joe – Redatelj emisije, daje korisne savjete u treninzima za igru.

## Vanjske poveznice
- Arhivirana inačica izvorne stranice od 10. srpnja 2012. (Wayback Machine)
- Arhivirana inačica izvorne stranice od 20. listopada 2007. (Wayback Machine)
- [neaktivna poveznica]
- [neaktivna poveznica]